# Dichostatoides biflavoplagiatus
Dichostatoides biflavoplagiatus är en skalbaggsart som först beskrevs av Pierre Lepesme och Stefan von Breuning 1952.  Dichostatoides biflavoplagiatus ingår i släktet Dichostatoides och familjen långhorningar. Inga underarter finns listade i Catalogue of Life.